# روبن أيالا
روبن أيالا هو سياسي أمريكي، ولد في 6 مارس 1922، وتوفي في 4 يناير 2012. نشط حزبياً في الحزب الديمقراطي. وقد انتخب عضو مجلس ولاية كاليفورنيا ‏.